# Viola barroetana
Viola barroetana là một loài thực vật có hoa trong họ Hoa tím. Loài này được W. Schaffn. miêu tả khoa học đầu tiên năm 1879.